# Lithacodia mustapha
Lithacodia mustapha är en fjärilsart som beskrevs av Dyar 1912. Lithacodia mustapha ingår i släktet Lithacodia och familjen nattflyn. Inga underarter finns listade i Catalogue of Life.